# Шеллі Макнамара
Шеллі Макнамара (англ. Shelley McNamara, нар. 1952) — ірландська архітекторка і викладачка. В 1978 році заснувала Grafton Architects спільно з Івонн Фаррелл. Grafton Architects здобула популярність на початку 2010-х років, спеціалізуючись на масивних, але просторих будівлях для вищої освіти. Макнамара викладає архітектуру в декількох університетах, в тому числі — Університетському коледжі Дубліна з 1976 року.
За роботи Grafton Architects була нагороджена Королівською золотою медаллю (2020), а за будівлю, що вони спроєктували — Університет інженерії та технології в Лімі, Перу, здобула Міжнародну премію RIBA 2016 року — за кращу нову будівлю у світі в цьому році. Макнамара та Фаррелл спільно здобули Прітцкерську премію 2020 року, вищу нагороду архітектури.

## Кар'єра

### Grafton Arhitects
Спільно з Івонн Фаррелл Макнамара заснувала Grafton Architects в Дубліні в 1978 році, назвавши його на честь Графтон-стріт Станом на 2017 рік у фірмі працювало 25 осіб, а Макнамара та Фаррелл керували проєктами. Макнамара описала свій підхід до архітектури як «замість того, щоб думати про простір, а потім знаходити структуру для нього, ми створюємо структуру, а це, в свою чергу, створює простір», а «задоволення від архітектури — це почуття ваги бути знесеним або підтриманим».
Пара спеціалізувалася на будівлях для вищої освіти, спроєктувавши будівлі для університетів в Тулузі, Лімерику, Лондоні тощо. Серед них — навчальні корпуси, медичні училища та студентські гуртожитки. Вони залучили міжнародну підтримку до будівництва кампусу Університету Бокконі у Мілані, який було збудовано в 2008 році. Їх найвідоміша будівля — Університет інженерії та технології, що здобула Міжнародну премію RIBA в 2016 році, як краща нова будівля у світі на цей рік.
Grafton Architects також спроєктувала десятки будівель в Ірландії для житлових і комерційних цілей та вищої освіти.

## Академія
Макнамара працювала викладачкою в Школі архітектури в UCD з 1976 року. Незабаром після закінчення Університетського коледжу в Дубліні Макнамара почала викладати в школі разом з Івонн Фаррелл, де вона викладала в 1976 — 2002 роках. В 2015 році Макнамара стала ад'юнкт-професором в UCD.
На додаток до UCD, Макнамара була запрошеним професором в Оксфордському університеті Брукса, Академії архітектури Мендрізіо (2008-10) та Федеральній політехнічній школі Лозанни (2010-11). Вона здобула посаду повний професор в Мендрізіо в 2013 році. В 2010 році Макнамара очолила кафедру Кензо Танге у Гарвардській вищій школі дизайну і кафедру Луїса Кана в Єльському університеті восени 2011 року. Вона працювала зовнішньою екзаменаторкою у Кембриджському університеті і Лондонському муніципальній школі архітектури. Також Макнамара багато читала лекцій в європейських і американських школах архітектури.

## Основні роботи
- 2006: Центр мистецтв Солстес, Наван, Ко-Міт, Ірландія.
- 2008: Waterloo Lane Mews, Дублін 4, Ірландія.
- 2008: Пожежно-рятувальна служба Дрогеда, Дрогеда, Ірландія
- 2012: Медична школа Університету Лімерика, Лімерік, Ірландія.
- 2014: Memory / Grafton Architects, у співпраці з ELISAVA 300 років Каталонського духу, Іспанія.
- 2021: Кампус Лондонської школи економіки та політичних наук (LSE) для нового Глобального центру соціальних наук (GCSS) в лондонському Олдвічі.
- 2015: Університетський кампус UTEC Ліма, Перу
- 2016: Переможниця конкурсу на будівлю Пола Маршалла — Лондонська школа економіки 44 Lincoln’s Inn Fields, Лондон, Велика Британія
- 2018: Кураторка Венеціанської архітектурної бієнале FREESPACE/Grafton Architects, Італія.
- 2019: Університет Тулузи 1 Капітолій Тулуза, Франція

## Нагороди та виставки
- 2008: Премія "Всесвітня будівля року", Grafton Architects  за будівлю університету Бокконі в Мілані, Італія.[12][13]
- 2012: "Архітектура як нова географія", нагорода "Срібний лев" на виставці Венеційської бієнале, спільна земля, [14]
- 2013: Медична школа Університету Лімерика та автостанція у Перголі, що потрапила до шорт-листа премії Стірлінга RIBA, [15]
- "Університет Лімерика", виставлена на виставці Sensing Spaces у Королівській академії[16]
- Шорт-лист премії AJ Women in Architecture 2014 року, 2014 р[17]
- Grafton Architects виграли четверту щорічну премію Джейн Дрю, 2015 р., за їх "масовий вплив" на професію..[18]
- Міжнародна премія RIBA, 2016, для Університету Інгенієрії та Технології, Ліма, Перу[19]
- 2018: Кураторка 16-ї Венеційської бієнале архітектури[20]
- 2019: Почесний доктор Триніті-коледжу, Дублін[21]
- 2020: Лауреатка премії Архітектури Прітцкера, спільно з Фаррелл.[6][2]

Макнамара є співробітницею Королівського інституту архітекторів Ірландії та почесною співробітницею Королівського інституту британських архітекторів. Вона була першим архітектором, який був обраний членом Аосдани, асоціації ірландських художників.